# MSC Sinfonia (schip, 2002)
De MSC Sinfonia is een cruiseschip van MSC Crociere. Het schip werd in 2002 gebouwd met de naam MS European Stars. Dat was voor Festival Cruises, een onderneming die niet meer bestaat. Het schip werd destijds tegelijk gebouwd met het zusterschip MS European Vision, nu de MSC Armonia.
De MSC Sinfonia behoort tot de Lirica-klasse. Voor minder beweging heeft de MSC Sinfonia stabilisatoren.

## Geschiedenis
Het schip is in 2002 gebouwd in opdracht van de Griekse rederij Festival Cruises op de scheepswerf Chantiers de l'Atlantique in Saint-Nazaire. Ze was het laatste schip dat voor Festival Cruises werd gebouwd. Het werd in de vaart genomen onder de naam European Stars en werd net als haar zusterschip European Vision (nu MSC Armonia), gebouwd in 2001, geëxploiteerd tot de rederij in 2004 failliet ging. Andere vergelijkbare schepen zijn de MSC Lirica en MSC Opera, evenals de kortere Costa neoRiviera van Costa Crociere, die ook werd gebouwd voor Festival Cruises onder de naam Mistral. De European Stars boden plaats aan 1.554 passagiers in 777 hutten.
Op 16 juli 2004 nam de Italiaanse rederij MSC het schip over voor € 220 miljoen en gaf het haar huidige naam, MSC Sinfonia. De MSC Sinfonia is in maart 2005 bij haar nieuwe eigenaren in gebruik genomen. De MSC Sinfonia wordt voornamelijk gebruikt voor cruises in de Middellandse Zee, maar ook naar Zuid-Amerika.
Van 12 januari 2015 tot 25 maart 2015 werd de MSC Sinfonia door de Italiaanse scheepswerf Fincantieri in Palermo verlengd tot 275 m en uitgerust met modernere technologie en nieuwe mogelijkheden voor het ontvangen van gasten. Als onderdeel van het zogenaamde "Renaissance-programma" van de rederij werd het maximaal toegestane aantal passagiers verhoogd tot 2.680 door ongeveer 200 extra hutten toe te voegen aan zowel haar als alle andere schepen van de Lirica-klasse.

## Interieur ontwerp
De interieurdecoraties van de MSC Sinfonia worden door cruiserecensieauteur Douglas Ward omschreven als Europees Modern. De openbare ruimtes omvatten twee grote eetzalen, een zelfbedieningsbuffet, cafetaria, twee verdiepingen hoge showlounge, een discotheek, verschillende bars, een casino en een bibliotheek. Het lido-dek omvat twee buitenzwembaden, twee jacuzzi's voor thalassotherapie en het Doremi-spraypark voor kinderen.

## Dekken en faciliteiten
Het schip heeft elf dekken met voor passagiers toegankelijke voorzieningen, waarvan de meeste zijn vernoemd naar muzikale componisten.